# Матілья-ла-Сека
Матілья-ла-Сека (ісп. Matilla la Seca) — муніципалітет в Іспанії, у складі автономної спільноти Кастилія-і-Леон, у провінції Самора. Населення — 54 особи (2010).
Муніципалітет розташований на відстані близько 200 км на північний захід від Мадрида, 22 км на північний схід від Самори.

## Демографія
Динаміка населення (INE ):